# Curare

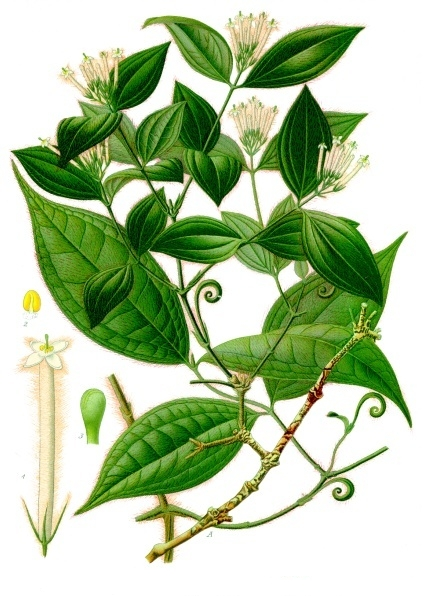
Strychnos toxifera

Curare is een verzamelnaam voor verschillende vergiften die door sommige Zuid-Amerikaanse indianenstammen worden bereid uit onder andere een bepaalde liaan (Chondondendron tomentosum) en andere planten, waaronder Strychnos toxifera, S. guianensis en Sciadotenia toxifera om te worden gebruikt op de punten van (blaas)pijltjes. De bereiding van het gif door indianen verloopt via complexe rituelen, soms met een groot aantal bestanddelen waarvan sommige wel en andere geen nuttige bijdrage aan de giftigheid leveren.
Het gif bevat bestanddelen (waaronder D-tubocurarine) die de prikkeloverdracht van de zenuw aan de skeletspier onderbreken. Deze bestanddelen binden zich aan de receptor van de neurotransmitter acetylcholine zonder dat ze de receptor activeren. Daardoor krijgt de spier geen prikkels meer, waardoor de spier zich niet meer kan samentrekken maar juist ontspant. Men spreekt dan van een spierverslapping. Omdat de genoemde acetylcholinereceptoren ook nicotine kunnen binden (waarbij de receptoren juist wel geactiveerd worden), heten de receptoren waar curare zich aan bindt de nicotine-acetylcholinereceptoren. Het zijn ionkanalen.
Minimale hoeveelheden van het gif zijn voldoende om een geraakt dier te doden. Het werkingsmechanisme hierachter is dat niet alleen de skeletspieren verslapt raken, maar ook de ademhalingsspieren. Daardoor sterft het geschoten dier de verstikkingsdood. Op de punt van een blaaspijppijltje is genoeg plaats voor een dosis die óf dodelijk is, óf het dier zodanig belemmert dat het niet meer kan vluchten, vliegen of klimmen en op de grond valt. 
Curare is alleen schadelijk als het in de bloedbaan komt. Geschoten dieren kunnen zonder gevaar gegeten worden omdat de opnamesnelheid van curare vanuit de darm in het bloed trager verloopt dan de uitscheiding van curare uit het bloed. 
Curare en synthetische analoga daarvan (zoals rocuroniumbromide of cis-atracuriumbesylaat) worden in de anesthesiologie gebruikt om patiënten tijdens operaties of bij beademing te verslappen.
Iemand die deze stoffen krijgt toegediend moet uiteraard altijd beademd worden omdat hij niet zelf meer kan ademen. Pancuroniumbromide wordt in de VS bij de doodstraf door middel van injectie gebruikt zonder beademing.
In Nederland wordt curare gebruikt als spierverslapper bij euthanasie.

## Etymologie
Het woord is afkomstig van het indiaanse woord voor het vergif. Er is een groot aantal namen: curare, kurari, wourali, urari, wooraria, wurali. De naam tubocurarine komt van het product curare dat werd bewaard in holle buizen van plantenstengels als verpakkingsmateriaal (tube = buis). Behalve tubocurarine bestaat er ook potjescurare en fleskalebassencurare. Deze laatsten zijn voornamelijk geliefd bij Weejokeind-indianen.